# Adrien Douady

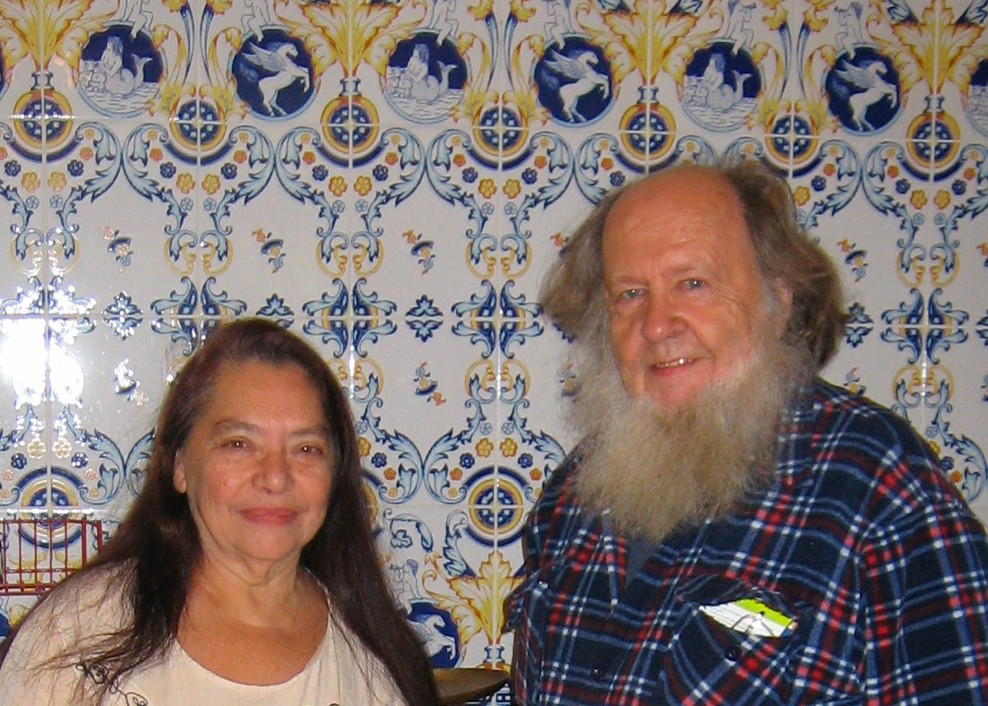
Adrien e sua mulher Régine Douady

Adrien Douady (La Tronche, 25 de setembro de 1935 – Saint-Raphaël, 2 de novembro de 2006) foi um matemático francês.

## Biografia
Foi estudante de Henri Cartan na Escola Normal Superior de Paris, e trabalhou inicialmente com álgebra homológica. Sua tese era voltada para as deformações dos espaços analíticos complexos. A seguir, se tornou mais interessado no trabalho de Pierre Fatou e Gaston Julia, e fez significativas contribuições nos campos da geometria analítica e dos sistemas dinâmicos. Junto com seu antigo aluno John Hamal Hubbard,  ele se voltou ao estudo das propriedades dos mapeamentos quadrádicos complexos iterados. Eles fizeram importantes contribuições matemáticas no campo da dinâmica complexa, incluindo um estudo do Conjunto de Mandelbrot. Um de seus mais importantes resultados é que o Conjunto de Mandelbrot é conexo. O coelho de Douady, um tipo de conjunto de Julia, recebe este nome por sua causa.
Lecionou na Université de Nice Sophia-Antipolis e foi professor da Universidade Paris-Sul, Orsay.
Foi eleito membro da Académie des Sciences em 1997, e participou de um projeto de animação francesa chamado "Dimensions".
Casou com a educadora matemática francesa Régine Douady.